# Hombu dojo (Aikikai)
Hombu dojo (jap. 合気会本部道場) u Tokiju je sjedište Aikikai zaklade. Službeno je imenovano sjedištem aikida u svijetu, a s njim u potpunosti upravlja Aikikai zaklada. Ponekad se naziva i kao Aikikai Hombu da bi se razlikavao od sjedišta kasnijih aikido organizacija.

## Povijest
Morihei Ueshiba je došao Tokio iz Ayabea 1927. godine. Nije imao svoj stalni dojo, nego se isti selio na više lokacija u tom gradu. Zahvaljujući pokroviteljstvu uglednih ljudi Morihei Ueshiba je uspio 1931. osnovati dojo u okrugu Wakamatsu-cho, u susjedstvu Ushigome (trenutno poznato kao Shinjuku). Rezultirajuća drvena građevina od 80 tatamija dobila je ime Kobukan (dvorana carskih ratnika). Kada je dovršena, zgrada je poslužila i kao rezidencija obitelji Ueshiba. Pored obitelji Ueshiba, tu je živjelo i oko dvadeset uchi-deshija. Raspored vježbanja se sastojao od dva sata ujutro i tri navečer. Zbog intenzivnog tempa, kao i zbog prisustva vrlo naprednih vježbača iz drugih vještina, dojo je brzo postao poznat kao "Pakleni dojo Ushigomea". U to vrijeme Kobukan otvara se i nekoliko podružnica u Tokiju i Osaki. Vještina koju je u to vrijeme prakticirao O-Sensei zvala se "Aiki-jujutsu", zatim "Aiki-bujutsu", a kasnije "Aiki-budo".
Godine 1939. nekoliko pristalica O-Senseija pomoglo mu je u osnivanju zaklade Kobukai (Zaidan hojina Kobukai). Registrirana je 30. travnja 1940. godine. Formalno odobrenje dobiveno je preko službenika Ministarstva zdravlja. Glavni dobročinitelj bio je gospodarstvenik Miyazaka Shozo, koji je donirao 20.000 yena zakladi. Prvi predsjednik bio admiral Takeshita, a potpredsjednik je bio general Hayashi Katsura. Članovi odbora bili su Fumimaro Konoe, Toshitame Maeda, Godo Takuo, Kinya Fujita, Kozaburo Okada, Kenji Tomita i Kenzo Futaki.
Godine 1942. godine, aikido je dobio definitivno ime. S porastom japanskih ratnih ciljeva, većina Moriheijevih je učenika ratno mobilizirana. Aktivnosti u dojou snižene su na minumum. U tom periodu O-Sensei se povlači u mjesto Iwama. Kako se rat intenzivirao, aktivnosti u dojou su u potpuno prestale, pa je Kobukan poslužio kao sklonište za obitelji koje su izgubile svoje domove zbog čestih američkih bombaških napada. Kobukan je bio jedina zgrada u kvartu koja se odupirala bombaškim napadima, zahvaljujući naporima Kisshomarua Ueshibe. On je tijekom rata na zahtjev svoga oca ostao u Tokiju. Nekoliko puta je riskirao život kako bi ugasio požare na krovu dojoa. Po završetku Drugog svjetskog rata, zaklada Kobukai je raspuštena zbog odluke generala MacArthura da se prekine s vježbanjem borilačkih vještina. Kisshomaru se tada seli u Iwamu. Jedno vrijeme zgrada Kobukan koristila se i kao plesna dvorana za okupacijske snage. Posljednja izbjeglica napustila je dojo 1955. godine.
Kisshomaru se ponovo vratio u Tokio 1948. gdje je radio kao činovnik kompanije Osaka Shoji. Početci su bili teški, a dojo je privukao nekoliko učenika. Unatoč tome, od početka su se održavala ne manje od tri dnevna treninga. Ponekad je Kisshomaru morao pobjeći s posla kako bi vodio poslijepodnevni sat kad nitko drugi nije bio dostupan. U to vrijeme dojo je bio podijeljen pločom, kako bi se odvojio prostor u kojem su živjele izbjeglice od mjesta vježbanja.
Zahvaljujući radu Kisshomarua, Fujita Kinya, Nishija Katsuza, Seko Seiichi i Nakayama Koshi iskoristili su svoj utjecaj i novo ime zaklade je odobreno 9. veljače 1948. godine. Sada je već zakladi Aikikai (Zaidan hojin Aikikai) Ministarstva obrazovanja odobrilo aikido podučavanje na području Japana.
Godine 1948. naziv glavnog dojoa promijenjen je u "Aikido Hombu dojo Aikikai zaklade".

### Hombu dojo
Godine 1967. Kobukan dojo je srušen kako bi se napravilo mjesta za modernu, trokatnu betonsku zgradu. Mjesto na kojem je nekada stajao Kobukan postalo je dom obitelji Ueshiba. Dojo se počeo graditi na susjednoj parceli. Izgradnja je započela u ožujku 1967. godine. Zgrada je izgrađena za nepunih deset mjeseci. 
Nova zgrada službeno je otvorena u petak 12. siječnja 1968. godine. Oko 1.200 osoba došlo je iz cijelog Japana kako bi proslavili otvaranje dojoa. Kisshomaru Ueshiba je održao govor, a potom i niz istaknutih gostiju. Demonstracije aikida su izveli O-Sensei, Kisshomaru Ueshiba, Koichi Tohei, Kisaburo Osawa i Morihiro Saito. Ceremonija je trajala više od sat i pol. Nakon toga održana je proslava u malom doju na drugom katu.
Iste godine otvorena je škola aikida, a gradska vlast grada Tokija prepoznala je Hombu dojo kao jedinu školu koja podučava aikido. Danas Hombu dojo nudi različitu nastavu za početnike, srednjoškolce i napredne športaše. Posebna nastava za početnike i za žene započela je 1970. godine. Zgrada je modernizirana 1973. godine s dodatkom četvrtog i petog kata, čime je ukupna površina vježbanja na 250 tatamija raspoređena na tri dojoa. Glavni dojo u kojem se odvijaju napredni sati zauzima 105 tatamija, drugi dojo - 72 tatamija i treći dojo - 42 tatamija.
Godine 1975. pokrenuti su sati za djecu. Godine 1985., nakon uvođenja petodnevnog radnog tjedna u Japanu, prošireni su sati subotnjeg i nedjeljnog vježbanja. Godine 1994. otvorena je soba za sastanke i arhivska soba na trećem katu rezidencije obitelji Ueshiba. Sala za sastanke se uglavnom koristi za sastanke upravnih odbora Aikikaija i Japanske aikido federacije. Arhivska soba se koristi za pokazivanje osobnih stvari i kaligrafskih djela O-Senseija. Napravljena je kako bi se ojačao status Hombu dojoa kao središta aikida u svijetu.

## Hombu dojo-cho
| #  | Fotografija | Ime i prezime                      | Mandat započeo | Mandat završen | Napomene |
| -- | ----------- | ---------------------------------- | -------------- | -------------- | -------- |
| 1. |             | Morihei Ueshiba (1883. – 1969.)    | 1931.          | 1969.          |          |
| 2. |             | Koichi Tohei (1920. – 2011.)       | 1969.          | 1974.          |          |
| 3  |             | Kisshomaru Ueshiba (1921. – 1999.) | 1974.          | 1989.          |          |
| 4. |             | Kisaburo Osawa (1910. – 1991.)     | 1989.          | 1999.          |          |
| 5. |             | Moriteru Ueshiba (r. 1951.)        | 1999.          | 2012.          |          |
| 6. |             | Mitsuteru Ueshiba (r. 1981.)       | 2012.          | trenutačno     |          |

## Aktivnosti
Danas preko 500 članova Hombu dojoa može aikido vježbati svaki dan od 6:00h do 20:00h. Tri dojoa se intenzivno koriste tijekom dana. Više od trideset profesionalnih instruktora sa stalnim radnim vremenom predaje nastavu. Instruktori su nosioci od 2. do 9. Dana. Redovna nastava odvija pod vodstvom instruktora koji su nosioci 6. Dana i više. Sate poduke pored instruktora daju i Hombu dojo-cho i doshu. 
Dan prije Nove godine, od 23:30h do 00:30, doshu u Hombu dojou provodi etsunengeiko (越 稽古, praksu na kraju godine). To je poseban sat u kojem se više od 200 aikidoka sastaje da vježba u velikoj dojou na trećem katu. Tijekom naoraja (直会, gozba) koji slijedi ovu praksu, doshu održi govor, a potom svi sudionici proslave novu godinu konzumirajući sake i hranu koji su prethodno ponuđena bogovima.
Kagamibiraki (き 開 き, otvarajući ogledalo) je novogodišnja ceremonija na kojoj se lomi mochi torta od riže. Održava se u Hombu dojou, u nedjelju drugog tjedna u mjesecu siječnju. Oko 1.000 aikidoka iz cijelog Japana okupi se i napuni tri dojoa. Doshu tom prilikom održi demonstraciju aikido tehnika kao prinovu bogovima, potom se promoviraju novi Dan nosioci. Doshu tom prilikom uručuje diplome i starijim aikidokama.

## Vanjske poveznice
- Zvanična stranica